# División de Honor de la Liga Nacional de Béisbol 2022
La División de Honor de la Liga Nacional de Béisbol 2022 es la edición número 79 de la División de Honor de béisbol, la máxima categoría de la Liga Española de Béisbol. Comenzó a disputarse en la temporada 1957-58 bajo el nombre de Liga Nacional de béisbol, teniendo como primer campeón al Hércules Las Corts. 

## Equipos
Para esta edición los equipos estarán divididos en dos grupos:

### Grupo A
| Equipo              | Estadio                          | Capacidad | Localidad                 |
| ------------------- | -------------------------------- | --------- | ------------------------- |
| Béisbol Navarra     | Instalaciones deportivas El Soto | 200       | Burlada                   |
| Miralbueno Zaragoza |                                  |           |                           |
| San Inazio          | Polideportivo El Fango           | 200       | Bilbao                    |
| Sant Boi            | Campo municipal de béisbol       | 500       | San Baudilio de Llobregat |
| Marlins             | Centro Insular de Béisbol        | 200       | Puerto de la Cruz         |

### Grupo B
| Equipo                | Estadio                      | Capacidad | Localidad  |
| --------------------- | ---------------------------- | --------- | ---------- |
| Astros                | Campo Federativo del Turia   | -         | Valencia   |
| Viladecans            | Estadi Olimpic de Viladecans | 1500      | Viladecans |
| CBS Antorcha Valencia |                              |           |            |
| Béisbol Barcelona     | Estadio Pérez de Rozas       | 800       | Barcelona  |
| CBS Toros             |                              |           |            |